# Orlando Pineda
Orlando Pineda Torres (Ciudad de México, México; 15 de febrero de 1986) es un exfutbolista mexicano.

## Trayectoria
Comenzó su carrera en la Primera 'A' con los Pumas Morelos. 
Durante el Torneo Apertura 2008 el DT Ricardo Ferretti lo debutó el domingo 12 de octubre en un Pumas UNAM 0-2 Cruz Azul disputado en el Estadio Olímpico Universitario. Pineda ingresó en sustitución de Jehu Chiapas al minuto 67. Hizo parte del equipo que se consagró campeón del Torneo Clausura 2009 derrotando en la final a Pachuca.
Anotó su primer gol con la playera de Pumas UNAM el 24 de septiembre de 2008 en la victoria de 3-0 contra el Luis Ángel Firpo de El Salvador por la Concacaf Liga Campeones 2008-09.
Para el Torneo Apertura 2009 fue cedido al Querétaro. Al año siguiente fichó por Club León, equipo con el que fue subcampeón del Torneo Bicentenario 2010 de la Liga de Ascenso. Posteriormente pasó por otros clubes como Correcaminos de la UAT, Mérida, Tiburones Rojos de Veracruz, Alebrijes de Oaxaca y Atlético San Luis.
Sus buenas actuaciones con el Atlético San Luis le permitieron su regreso a los Pumas UNAM para el Torneo Apertura 2016, tras ser solicitado por Francisco Palencia.

## Clubes
| Club                        | País   | Año         |
| --------------------------- | ------ | ----------- |
| Pumas UNAM                  | México | 2008 - 2009 |
| Querétaro                   | México | 2009        |
| León                        | México | 2010 - 2011 |
| Correcaminos UAT            | México | 2011        |
| Mérida                      | México | 2012        |
| Tiburones Rojos de Veracruz | México | 2012 - 2013 |
| Alebrijes de Oaxaca         | México | 2014        |
| Atlético San Luis           | México | 2014 - 2016 |
| Pumas UNAM                  | México | 2016 - 2017 |
| Alebrijes de Oaxaca         | México | 2017 - 2018 |

## Palmarés

### Campeonatos nacionales
| Título           | Club       | País   | Año  |
| ---------------- | ---------- | ------ | ---- |
| Primera División | Pumas UNAM | México | 2009 |
| Ascenso MX       | Alebrijes  | México | 2017 |